# Otomar Kubala
Otomar Kubala (ur. 26 stycznia 1906 w miejscowości Lakšárska Nová Ves, zm. 28 sierpnia 1946 w Bratysławie) – słowacki publicysta i działacz polityczny o hitlerowskich i antysemickich poglądach, kolaborant nazistowski, szef sztabu Gwardii Hlinki, komendant Szturmowych Oddziałów Gwardii Hlinki podczas II wojny światowej. Po II WŚ skazany za zdradę i kolaborację na karę śmierci i rozstrzelany.

## Życiorys
W latach 1920–1924 uczył się w szkole nauczycielskiej w miejscowości Modre koło Bratysławy, po zakończeniu której pracował jako nauczyciel w szkołach w Smolenicach, Kútach i Uhorskiej Nowej Wsi. W 1932 wstąpił do Stowarzyszenia Nauczycieli-Żołnierzy. W 1934 został dyrektorem szkoły w Varínie, zaś w 1939 w Bratysławie. Jednocześnie od listopada 1938 był członkiem Gwardii Hlinki. Od czerwca 1939 do maja 1940 był referentem w Komendzie Głównej Gwardii Hlinki. 30 lipca 1940 został zastępcą komendanta głównego i szefem sztabu Komendy Głównej Gwardii Hlinki. W 1941 objął funkcję redaktora głównego pisma „Gardista”.
Po ataku wojsk niemieckich na ZSRR 22 czerwca 1941, przez 2 miesiące (lipiec–sierpień) służył w słowackich oddziałach wojskowych na froncie wschodnim, awansując do stopnia porucznika. Od października wydawał pismo „Náš boj”, w którym propagował nazizm i opowiadał się za wymordowaniem Żydów (eufemistycznie określanym jako ostateczne rozwiązanie kwestii żydowskiej). W Gwardii Hlinki reprezentował najbardziej radykalne skrzydło, opowiadając się za ścisłą współpracą z Niemcami. Po pewnym czasie zaczął nawet krytykować ministra spraw wewnętrznych i szefa Gwardii Hlinki Alexandra Macha za zbyt słabe współdziałanie z hitlerowcami.
Od 7 września 1944 był w stopniu generała ponownie szefem sztabu Gwardii Hlinki, stając jednocześnie na czele elitarnych Szturmowych Oddziałów Gwardii Hlinki (POHG). Zwalczały one wespół z Niemcami słowackie powstanie narodowe, dopuszczając się wielu zbrodni wobec powstańców, jak też ludności cywilnej. W październiku objął jednocześnie funkcję szefa urzędu bezpieczeństwa publicznego. W momencie wkraczania Armii Czerwonej na terytorium państwa słowackiego gen. Kubala w kwietniu 1945 zorganizował odwrót części oddziałów POHG do południowych Czech, starając się dostać na obszary wyzwalane przez wojska amerykańskie. Amerykanie wydali go jednak władzom czechosłowackim.
24 sierpnia 1946 został skazany na karę śmierci za zdradę i kolaborację, wykonaną przez rozstrzelanie 28 sierpnia 1946.